# Astrid Hadad
Astrid Hadad (Chetumal, Quintana Roo, 26 de febrero de 1957) es una actriz, cabaretera, y cantautora mexicana de ascendencia mayalibanesa. Es creadora del heavy nopal o neo ranchero, un estilo de performance musical de fusión que caracteriza sus presentaciones.
Sus espectáculos se caracterizan por la presentación de vestuarios muy llamativos que se inspiran en la iconografía y las artes populares de México, donde todo se encuentra impregnado de una fuerte crítica política y social. Esto le valió ser vetada por Televisa, la principal televisora mexicana. Ampliamente reconocida en su país de origen y fuera de él, Hadad es también parte del grupo impulsor del Festival Internacional de Cabaret que se celebra anualmente en la Ciudad de México. 
En abril de 2013 recibió  del Congreso del Estado de Quintana Roo la medalla Mérito Distinguida Quintanarroense "María Cristina Sangri Aguilar" entregada por el Gobernador Roberto Borge Angulo.

## Discografía[4]
- 1990 - ¡Ay! (reeditado como "El calcetín")
- 1995 - Corazón sangrante
- 1998 - Mexican Divas (participación especial, recopilaciones)
- 2000 - Heavy Nopal en vivo
- 2000 - Cabaret 2000 (recopilación de canciones), con Eugenia León y Liliana Felipe.
- 2003 - La cuchilla
- 2004 - Soy virgencita y mucho más... (recopilación únicamente en venta fuera de México)
- 2007 - Pecadora
- 2007 - ¡Oh! Diosas
- 2011 - Tierra misteriosa
- 2013 - Vivir muriendo
- 2017 - Caprichos

## Cine
| Películas          | Año  | Director       | Personaje           |
| ------------------ | ---- | -------------- | ------------------- |
| Solo con tu pareja | 1991 | Alfonso Cuarón | Teresa de Teresa    |
| Amor de mis amores | 2014 | Manolo Caro    | Cantante de Cabaret |

## Televisión
- “Teresa”, de 1989 para Televisa.
- "Yo no creo en los hombres" de 1991 para Televisa
- Programas Especiales de HBO: “Pecadora”, “Heavy Nopal” y documentales para la BBC y HBO.
- Invitada en el capítulo 02 de La Más Draga 2.